# Germaine Lorenzini
Germaine Lorenzini, née à Marseille le 21 août 1942 et décédée à Lyon 6e le 4 février 2017, est une harpiste classique française et pédagogue.

## Biographie
Germaine Lorenzini naît en 1942 à Marseille, où elle commence à étudier la harpe dès l'âge de huit ans. Puis elle entre au Conservatoire de Paris, où elle poursuit sa formation musicale avec Lily Laskine puis Jacqueline Borot.
Elle est lauréate de plusieurs concours internationaux, notamment à Genève, en Israël et elle donne des concerts, comme soliste ou en musique de chambre au Théâtre des Champs-Elysées, Salle Gaveau, Salle Cortot, à Lyon, Nice, entre autres. 
Elle est affectée en tant que harpiste soliste de l’Orchestre national de Lyon. Elle devient professeur et forme des élèves, en particulier Isabelle Moretti, Béatrice Guillermin, Godelieve Schrama, Emmanuel Ceysson, Sivan Magen, Constance Luzzati, David Lootvoet. Elle est régulièrement  invitée à participer au jury des concours internationaux et à donner des master-classes.
Elle est récipiendaire de la Croix de Chevalier de la Légion d'honneur.